# Karen Jarrett
Karen Jarrett (vroeger Angle; geboren Smedley; Greensburg (Pennsylvania), 12 oktober 1972) is een Amerikaans voormalig professioneel worstelvalet en persoonlijkheid. Ze is de voormalige vrouw van professioneel worstelaar en olympischgoudmedaillist Kurt Angle. Jarrett hertrouwde in 2010 met TNA-oprichter en professioneel worstelaar Jeff Jarrett. Haar geboortenaam is Smedley.

## In worstelen
- Managers
  - Kurt Angle
  - A.J. Styles
  - Tomko